# 自由ケ丘 (いわき市)
自由ケ丘（じゆうがおか）は、福島県いわき市の町丁である。郵便番号は970-8033。

## 地理
いわき市中央部の平地区に属し、地区内南西部に位置する。西から北にかけ平上荒川、北東で平下荒川、南東で郷ケ丘、南で常磐上矢田町とそれぞれ隣接する。主に鹿島街道西側の高台を造成した新興住宅地を中心とした区域てあり、造成に伴い旧来の大字より分離され新設された。内郷御厩町に所在するいわき中央警察署及び平字正内町に所在する平消防署がそれぞれ管轄にあたる。

## 歴史
- 1970年 - 1981年までにかけて、宅地造成に伴い平上荒川、平下荒川、常磐上矢田町から分離され新設される[4]。

## 世帯数と人口
2023年10月31日現在の世帯数と人口は以下の通りである。
| 大字     | 世帯数  | 人口   |
| -------- | ------- | ------ |
| 自由ケ丘 | 839世帯 | 1490人 |

## 小・中学校の学区
市立小・中学校に通う場合、学区は以下の通りとなる。
| 番地 | 小学校                 | 中学校                   |
| ---- | ---------------------- | ------------------------ |
| 全域 | いわき市立郷ケ丘小学校 | いわき市立中央台北中学校 |

## 交通

### 道路
- 国道6号常磐バイパス
  - 上荒川跨道橋
- いわき市道十五町目若葉台線（鹿島街道）

### バス
新常磐交通路線バス
- （いわき駅方面） - 自由ケ丘 - 自由ケ丘東口 - （小名浜方面）
  - ＮＴ（ニュータウン）～いわき駅～好間工業団地
  - いわき～鹿島ＳＣ～中央営～江名
  - いわき駅～医療創生大～ラパーク
  - いわき駅～医療創生大～光洋高
  - いわき駅～玉川中央～小名浜
  - いわき駅～高専～飯野～ＮＴ
  - いわき駅～鹿島ＳＣ～洋向台
  - いわき駅～若葉台
  - いわき駅～若葉台～海星高校
  - いわき駅～若葉台～洋向台
  - 小名浜～玉川～鹿島～昌平中高
  - 小名浜～玉川～鹿島～平商
  - ＮＴ～いわき駅～内郷駅
  - ＮＴ～高専～いわき駅～磐城高校
  - ＮＴ～内郷駅

## 施設
- 国土交通省磐城国道事務所 平維持出張所
- 福島工業高等専門学校グラウンド
- 自由ケ丘公民館
- 浜児童相談所
- いわき自由ケ丘郵便局
- あぶくま信用金庫 いわき支店
- ガスト いわき自由ケ丘店